# Geodia angulata
Geodia angulata är en svampdjursart som beskrevs av Lendenfeld 1910. Geodia angulata ingår i släktet Geodia och familjen Geodiidae. Inga underarter finns listade i Catalogue of Life.